# Златопіль (станція)
Златопіль (до 2025 року — Лихачове) — проміжна залізнична станція 2-го класу Харківської дирекції Південної залізниці на електрифікованій постійним струмом лінії Мерефа — Лозова між станціями Трійчате та Біляївка. Розташована в місті Златопіль Лозівського району Харківської області.

## Історія
Станція відкрита у 1869 році у складі Курсько-Харково-Азовської залізниці під первинною назвою — Олексіївка, яка походила від колишнього волосного центра, а нині сучасного адміністративного центру Олексіївської сільської громади Лозівського району. Лише у 1891 році станцію Олексіївка було перейменовано у Лихачове на честь померлого у 1887 році генерал-лейтенанта Лихачова Олександра Федоровича. Назва напевно б пережила й роки російсько-української війни не звертаючи уваги, хто такі Лихачови і що вони зробили для України? В ході дослідження було виявлено, що взагалі нічого — офіцери, поміщики, землевласники, і церкви в своєму селі не побудували. Слід в історії звичайно вони залишили, але він стосується особистого достатку цих дворян. Одна з представниць цього роду, сестра генерала Лихачова — Клеопатра Федорівна (по чоловіку Катеринич), дійсно була непересічною особою. Вона особисто знала Тараса Шевченка, він і портрет її малював (наразі не зберігся), вона переймалась жіночою освітою у Харківській губернії, використовуючи величезні гроші на цей процес. По її стопам пішла її донька  Наталія Михайлівна (по чоловіку княгиня Черкаська), але ні мати, ні її донька в цих місцевостях особисто не проживали.
Станом на 1981 рік станція мала підйомні механізми вантажністю 5 т.
У 2025 році станція перейменована на сучасну назву — Златопіль.

## Пасажирське сполучення
На станції зупиняються поїзди далекого та приміського сполучення Харківського та Лозівського напрямків.

## Послуги
На станції здійснюються наступні послуги:
- приймання та видача багажу;
- продаж квитків на поїзди приміського та далекого сполучення;
- приймання та видача вантажів вагонного відправлення відкритого зберігання;
- приймання та видача вантажів вагонного відправлення складського зберігання;
- приймання та видача вантажів з під'їзних колій;
- приймання та видача вантажів у контейнерах масою брутто 20 т.